# Sterope (moeder van de sirenen)
Sterope was een dochter van koning Parthaon en koningin Euryte in de Griekse mythologie. Acheloüs, de riviergod, was de vader van haar dochters die doorgaan als de sirenen.